# زارفت (نیوجرسی)
زارفت (به انگلیسی: Zarephath) یک منطقهٔ مسکونی در ایالات متحده آمریکا است که در شهر فرانکلین واقع شده‌است. زارفت ۱٫۱۵۲ کیلومتر مربع مساحت و ۳۷ نفر جمعیت دارد و ۲۳ متر بالاتر از سطح دریا واقع شده‌است.